# Liste des intendants de la généralité d'Amiens
La Généralité d'Amiens est la circonscription des intendants de la Picardie et de l'Artois, leur siège est Amiens.
Les intendants sont créés en 1635 par un édit de Louis XIII, à la demande de Richelieu.

## Liste des intendants de la généralité d'Amiens
| Date                          | Nom |
| ----------------------------- | --- |
| 1590                          | Louis Lefèvre de Caumartin (1552-1623) seigneur de Saint-Port maître des requêtes en 1585, conseiller d'État en 1594, président au Grand Conseil en 1596. Il est chargé par Henri IV de nombreuses missions administratives et diplomatiques. Il est intendant à l'armée du Poitou en 1588, intendant de Picardie en 1590, ambassadeur en Suisse de 1605 à 1607. Il est garde des sceaux de France en 1622 |
| 3 août 1635-1636              | Isaac de Laffemas (vers 1583-1657) seigneur de Humont |
| 12 mars 1636-1643             | Louis Le Maistre de Bellejamme ( -1666) seigneur de Bellejamme |
| 30 septembre 1643-1646        | Jacques de Chaulnes (1555-1647) seigneur d'Espinay Il était auparavant intendant d'Auvergne. Il était marié à Anne Leclerc du Vivier, fille de Pierre Leclerc Du Vivier |
| 2 décembre 1646-1651          | Henri Gamin seigneur de Peravy, Espreux, ...Il n'a pas été compris dans l'arrêt de révocation des Intendants du 13 juillet 1648. Gamin meurt en 1651 |
| 1651-1656                     | Nicolas d'Orgeval baron de Loisy |
| Décembre 1656-1662            | Olivier Lefèvre d'Ormesson (1616-1686) seigneur d'Ormesson et d'Amboille |
| 1662- avril 1663              | Jean-Baptiste Colbert de Saint-Pouange (1602-1663) seigneur de Villacerf, Saint-Pouange et Turgis Mort le 24 avril 1663. Il a été intendant de Metz (1657-1661). Il est le cousin de Jean-Baptiste Colbert et le père de Jean-Baptiste-Michel Colbert de Saint-Pouange |
| Avril 1663-1664               | Honoré Courtin (1626-1703) seigneur de Chantereine et des Mesnus Secrétaire du cardinal Mazarin, il signa le contrat de mariage du roi avec Marie Thérèse d'Autriche Il démissionne de sa charge pour ne pas exécuter un ordre de Louis XIV contraire à un article du traité des Pyrénées. |
| 1664-1665                     | Jean-Baptiste Voysin de la Noiraye ( -1672) seigneur de la Noiraye et du Mesnil-Bourré Il a été ensuite intendant de Tours Il est le père de Daniel Voysin de La Noiraye |
| Février 1665-1666             | Louis de Machault de Soisy (1623-12 février 1695) seigneur de Soisy, Mitry, Cernay et Rilly conseiller au Grand Conseil le 10 septembre 1644, maître des Requêtes le 30 décembre 1649, intendant de Haute-Guyenne (1655 - 1656), intendant de Champagne à Châlons en 1663, puis intendant de Picardie, Boulonnais, Flandre, Hainaut (1665-1666), intendant d'Orléans (1667-1669), puis intendant à Soissons (1669-1682), maître des requêtes honoraire le 17 août 1671 |
| 1666-1667                     | Charles Colbert de Croissy seigneur de Croissy, de Torcy, de Collégien Piscop Il a été auparavant intendant de Metz (1662-1663), intendant de Poitiers et de Tours (1664-1665) |
| 12 janvier 1668-1672          | Paul Barillon d'Amoncourt marquis de Branges, seigneur de Mancy |
| 1672-1674                     | Pierre Rouillé du Coudray (1612-1678) seigneur du Coudray et du Plessis Il était intendant du Poitou en 1669 |
| 13 août 1674-1683             | François Le Tonnelier de Breteuil marquis de Fontenay-Trésigny, seigneur des Chapelles, de Villebert, baron de Boitron |
| 12 novembre 1683-janvier 1694 | Louis III Chauvelin (18 août 1642-30 juillet 1719) seigneur de Grisenoy et de Chaudeuil Il est le père de Germain Louis Chauvelin conseiller au Châtelet par provisions du 21 janvier 1666, reçu le 16 février suivant ; conseiller au parlement de Paris, reçu le 6 septembre 1669 ; intendant de Franche-Comté, le 4 mars 1675 ;Il a été auparavant intendant de Franche-Comté le 4 mars 1675. Maître des Requêtes le 21 mars 1681 ; maître des Requêtes honoraire le 2 septembre 1691 ; conseiller d'État semestre le 31 juillet 1691, conseiller d'État ordinaire le 2 avril 1704 |
| 1694-1708                     | Hierosme Bignon ( -5 décembre 1725) avocat du roi au Châtelet en 1679, conseiller u parlement de Paris en 1685, maître des requêtes en 1689, intendant à Rouen, intendant de Justice, police et finances en Picardie, Artois, Boulonnois, pays conquis et reconquis, conseiller d'État en 1698 |
| 1708-1718                     | Louis de Bernage (1663-1737) seigneur de Saint-Maurice et autres lieux conseiller au Grand Conseil, grand rapporteur et grand correcteur des lettres de la chancellerie en 1687, maître des requêtes en 1689. Il a été intendant de Limoges en 1694, intendant de Franche-Comté en 1703. Il fut ensuite nommé intendant du Languedoc (1718-1725) et remplacé quelques jours par le marquis de Breteuil, fils de l'ancien intendant de Picardie, mais qui fut nommé à l'intendance de Limoges. conseiller d'État et secrétaire greffier de l'ordre royal de Saint-Louis Marié à Anne-Marie Rouillé (1663-1754), fille de Louis Rouillé (1630-1694), surintendant des postes en 1691, fondateur de la Poste à Paris. Il est le père de Louis-Basile de Bernage de Saint-Maurice |
| 1718-1731                     | Bernard Chauvelin (1673-16 octobre 1755) seigneur de Beauséjour Fils de Louis Chauvelin qui a été intendant de Picardie maître des requêtes, intendant à Tours |
| 1731-1751                     | Jacques-Bernard Chauvelin (1701-14 mars 1767) seigneur de Beauséjour Fils et neveu d'intendants maître des requêtes, puis intendant des finances (1751-1766) |
| 1751-1754                     | Étienne Jean François Marie d'Aligre de Boislandry (1711-1757) Il démissionne après le détachement du comté d'Artois qui est rattaché à la généralité de Lille |
| 24 août 1754-1767             | Étienne Maynon d'Invault (1721-1801) conseiller d'État le 6 octobre 1766, contrôleur général des finances (1768-1769) |
| 6 octobre 1767-1771           | Guillaume-Joseph Dupleix de Bacquencourt (1727-1794) seigneur de Bucy, de Bacquencourt et autres lieux Il est le fils de Charles-Claude-Ange Dupleix et le neveu de Joseph François Dupleix auparavant intendant de La Rochelle en 1765, puis intendant à Rennes (1771-1774), intendant à Dijon (1775-1780), conseiller d'État en 1780 |
| octobre 1771-18 août 1789     | François Marie Bruno d'Agay (1722-5 décembre 1805) comte d'Agay, seigneur de Villey, Bémond et autres lieux avocat général, procureur général au parlement de Besançon, maître des requêtes, |
| 1785-1789                     | Philippe-Charles-Bruno d'Agay comte d'Agay il est adjoint à son père |